# 君范橐吾
君范橐吾（学名：Ligularia lingiana）为菊科橐吾属的植物，是中国的特有植物。分布于中国大陆的四川等地，生长于海拔3,600米的地区，常生于林缘或灌丛，目前尚未由人工引种栽培。